# 세상은 그것을 사랑이라 부르지
〈세상은 그것을 사랑이라 부르지〉(世界はそれを愛と呼ぶんだぜ 세카이와 소레오 아이토 요분다제[*])는 일본의 록 밴드, 삼보 마스터의 5번째 싱글이다. 2005년 8월 3일에 발매됐다.
126,885장을 판매하면서 2005년 오리콘 톱 100에서 싱글 순위 76위를 차지했다.

## 개요
- 오리콘 위클리 차트 최대 7위까지 올라감. 싱글로써는 처음으로 10위 진입.
- 후지 TV 드라마 《전차남》의 닫는곡으로 쓰였다. 이 드라마를 위해 만든 곡이며, 드라마 엔딩에는 밴드 본인들도 등장한다.
- 불타올라라! 열혈 리듬혼 오쓰! 싸워라! 응원단 2의 마지막 최종스테이지로 쓰였다.(세상은 그것을 사랑이라 부른다)

## 수록곡
1. 세상은 그것을 사랑이라 부르지 (世界はそれを愛と呼ぶんだぜ 세카이와 소레오 아이토 요분다제[*])
2. 뜨거운 모래와 나쁜 비 (熱い砂と悪い雨 아쓰이 스나토 와루이 아메[*])
3. 나에게 바치다 (僕に捧ぐ 보쿠니 사사구[*])